# Aeroport de Rovaniemi
L'aeroport de Rovaniemi (En finès: Rovaniemen lentoasema) (codi IATA: RVN, codi OACI: EFRO) és el tercer aeroport més transitat de Finlàndia, situat a Rovaniemi, Finlàndia, a uns 10 quilometres (6 mi) al nord del centre de la ciutat de Rovaniemi. El cercle polar àrtic travessa la pista més a prop del seu extrem nord.

## Història
L'aeroport va ser construït el 1940 amb dues pistes d'herba. Durant la Guerra de Continuació va servir com a base aèria i centre de subministrament per a la Luftwaffe alemanya.

## Instal·lacions
El 2017, l'aeroport va donar servei a uns 580.000 passatgers. La temporada principal de trànsit xàrter des de la Gran Bretanya i molts altres països europeus dura des de finals de novembre fins a mitjans de gener. Molts d'aquests vols (especialment des de Gran Bretanya) són vols d'excursions d'un dia, amb excursionistes (la majoria famílies amb nens petits) que arriben al matí i se'n van a casa al vespre el mateix dia. Els russos arriben al gener perquè celebren el Nadal més tard.
A més del trànsit civil, la pista també és utilitzada pels interceptors de caces F-18 de Lapin lennosto (Comandament aeri de Lapònia). La Rovaniemen vartiolentue (Unitat aèria de la Guàrdia Frontera de Lapònia) també es troba a prop.
Els operadors d'aviació general i els propietaris de pilots privats reben la disposició d'un hangar dedicat, totalment tancat i climatitzat, amb un sostre corbat per a vessar la neu situat a prop del complex de la terminal.
L'aeroport de Rovaniemi és un dels tres aeroports de Finlàndia que té passarel·les d'accés (els altres dos són l'aeroport de Hèlsinki-Vantaa i l'aeroport d' Oulu). L'aeroport està gestionat per Finavia. Està connectat amb el centre de la ciutat de Rovaniemi amb un taxi de l'aeroport i també hi ha diverses connexions d'autobús per Lapònia, inclosos els principals centres d'esports d'hivern.
L'aeroport de Rovaniemi és el tercer aeroport més transitat de Finlàndia després dels aeroports d'Hèlsinki i Oulu. Santa Claus Village i Santa Park es troben a 2–3 quilometres (1.2–1.9 mi). L'aeroport es troba a uns 8–9 quilometres (5.0–5.6 mi) del centre de Rovaniemi, el que significa que no està lluny de molts restaurants i hotels. L'època de més afluència a l'aeroport és a l'època nadalenca.

## Aerolínies i destinacions

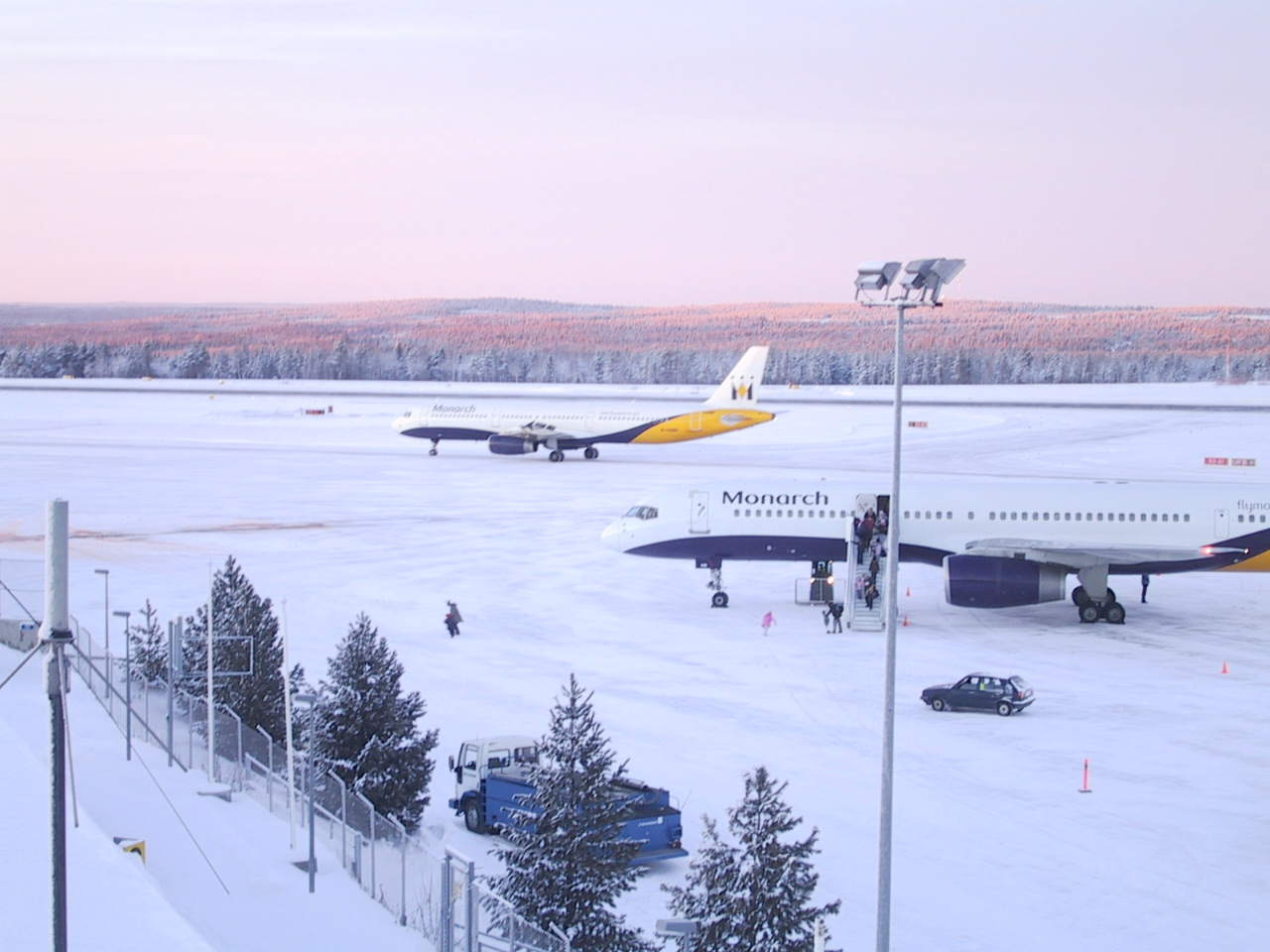
Solstici d'hivern el 2004 a l'aeroport de Rovaniemi, cercle polar àrtic

| Aerolínies            | Destinacions                                                                                       |
| --------------------- | -------------------------------------------------------------------------------------------------- |
| Aer Lingus            | Seasonal charter: Cork, Dublin, Shannon                                                            |
| Air France            | Seasonal: Paris–Charles de Gaulle                                                                  |
| easyJet               | Seasonal: Bristol (begins 18 November 2022), London–Gatwick, Manchester (resumes 19 November 2022) |
| Edelweiss Air         | Seasonal charter: Zurich                                                                           |
| Enter Air             | Seasonal charter: Katowice, Poznań                                                                 |
| Eurowings             | Seasonal: Düsseldorf                                                                               |
| Finnair               | Helsinki                                                                                           |
| Jet2.com              | Seasonal charter: Dublin, Manchester                                                               |
| KLM                   | Seasonal: Amsterdam (begins 3 December 2022)                                                       |
| LOT Polish Airlines   | Seasonal charter: Warsaw–Chopin                                                                    |
| Norwegian Air Shuttle | Helsinki                                                                                           |
| Ryanair               | Seasonal: Charleroi, Dublin, London–Stansted (all begin 30 October 2022)                           |
| Transavia             | Seasonal charter: Amsterdam, Rotterdam/The Hague                                                   |
| TUI Airways           | Seasonal: Birmingham, Bristol, London–Gatwick, Manchester, Newcastle upon Tyne                     |
| Turkish Airlines      | Seasonal: Istanbul                                                                                 |

## Estadístiques

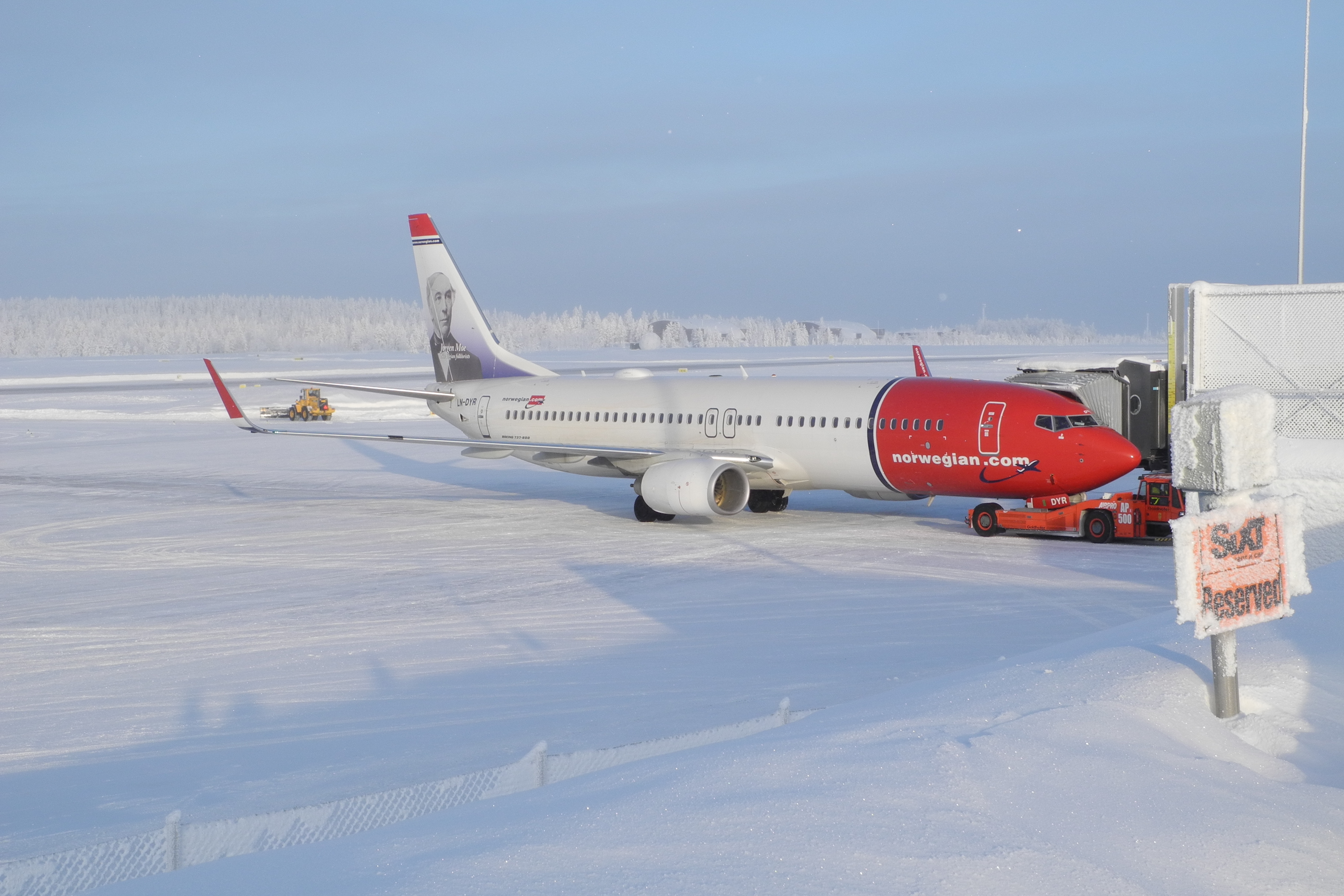
Un avió Norwegian Air Shuttle 737-8JP a l'aeroport de Rovaniemi nevat

See source Wikidata query and sources.